# Aw-Wert
Die Wasseraktivität (auch aw-Wert oder Activity of Water) eines Lebensmittels ist ein Maß für das „verfügbare“ oder „aktive“ Wasser im Gegensatz zur bloßen Angabe des Wassergehalts. Die Bedeutung dieser Größe ergibt sich daraus, dass für die Haltbarkeit von Lebensmitteln nicht nur der reine Wassergehalt von Bedeutung ist, sondern auch, in welchem Maße das Wasser durch das Substrat gebunden ist. Die Wasseraktivität beeinflusst das Wachstum von Mikroorganismen, den Ablauf chemischer Prozesse wie Fettoxidation und nichtenzymatischer Bräunung, die Aktivität von Enzymen, und die physischen Eigenschaften des Lebensmittels.
Der aw-Wert ist eine thermodynamische Größe, die der australische Bakteriologe William James Scott (1912–1993) Anfang der 1950er Jahre in die Lebensmitteltechnologie einführte. Er konnte in einer Serie grundlegender Arbeiten, die im Laufe der 50er Jahre erschienen, zeigen, dass das Wachstum von Mikroorganismen nicht vom Wassergehalt, sondern der Wasseraktivität eines Lebensmittels abhängt. In den 60er und 70er Jahren zeigte die Forschung darüber hinaus den Einfluss der Wasserverfügbarkeit auf die chemische, enzymatische und physische Stabilität von Lebensmitteln.

## Definition
Die Wasseraktivität ist definiert als Verhältnis des Wasserdampfpartialdrucks in dem Lebensmittel (p) zum Sättigungsdampfdruck von reinem Wasser (p0) bei einer bestimmten Temperatur:
{\displaystyle a_{\rm {w}}={\frac {p}{p}}_{0}}
Die Wasseraktivität ist gleichbedeutend mit der (relativen) Gleichgewichtsfeuchtigkeit, das heißt der relativen Luftfeuchtigkeit, bei der das Lebensmittel (wiederum bei der gegebenen Temperatur) mit der Umgebungsluft im Gleichgewicht steht, also weder Wasser verliert noch aufnimmt. Allerdings wird die relative Luftfeuchtigkeit meistens in der Hilfsmaßeinheit Prozent angegeben, so dass man die relative Gleichgewichtsfeuchtigkeit berechnet als:
{\displaystyle {\rm {RGF}}=a_{\rm {w}}\cdot 100}
Gleichzeitig entspricht also die Wasseraktivität ({\displaystyle a_{\rm {w}}}) 0–1 einer relativen Luftfeuchte von 0–100 %.
Die Messung der Wasseraktivität erfolgt im einfachsten Fall, indem eine Probe des Lebensmittels in einen hermetisch verschlossenen Behälter gebracht und mit einem Hygrometer die Luftfeuchtigkeit gemessen wird, die sich in dem Behälter einstellt.

## Wasseraktivität von Lebensmitteln
Die Wasseraktivität von reinem Wasser ist 1, die von völlig wasserfreiem Material ist 0; dazwischen liegen die Werte für wasserhaltige Substanzen. Die folgende Tabelle gibt beispielhaft den durchschnittlichen aw-Wert einiger Lebensmittel an:
| Lebensmittel          | Wasseraktivität |
| --------------------- | --------------- |
| Cornflakes            | 0,20            |
| Cracker               | 0,30            |
| Nudeln                | 0,50            |
| Vollmilchpulver       | 0,60            |
| Haferflocken          | 0,65            |
| Nüsse                 | 0,70            |
| Magermilchpulver      | 0,70            |
| Honig                 | 0,75            |
| Getreidemehl          | 0,75            |
| Salami                | 0,78            |
| Margarine             | 0,84            |
| Obst, Gemüse (frisch) | 0,97            |

Die Wasseraktivität hängt vom Wassergehalt ab. So hat zum Beispiel Volleipulver mit 5 % Wassergehalt aw = 0,4; solches mit 10 % Wassergehalt aw = 0,7. Der Zusammenhang ist in der Regel kompliziert und hängt vom Wasserbindevermögen des Stoffes ab. Stark hygroskopische Lebensmittel weisen bei starkem Anstieg des Wassergehaltes nur eine geringe Zunahme der Wasseraktivität auf, wenig hygroskopische Lebensmittel eine hohe. Außerdem ist der Verlauf der Wasseraktivität bei Änderung des Wassergehaltes teilweise unterschiedlich, je nachdem, in welche Richtung die Änderung verläuft, also ob es sich um einen Trocknungs- oder Befeuchtungsvorgang handelt. Der Verlauf wird durch sogenannte Sorptionsisothermen angegeben.

## Bedeutung
Der aw-Wert ist ein wichtiges Maß bezüglich der Haltbarkeit von Lebensmitteln und beeinflusst das Vorkommen der Mikroorganismen (Verderbniserreger), die unterschiedliche Ansprüche an frei verfügbares Wasser haben. Bei Mangel an freiem Wasser werden die Wachstumsprozesse von einigen wasserliebenden Mikroorganismen verlangsamt, empfindliche Organismen können gar abgetötet werden, xerophile Organismen hingegen wachsen bei sinkendem Wassergehalt besser.
Bei den meisten Mikroorganismen liegt das Wachstumsoptimum bei einem aw-Wert von 0,98 bis 1. Es gibt jedoch Mikroorganismen, die eine deutlich niedrigere Wasseraktivität von bis zu 0,6 tolerieren (so genannte xerophile). Beispiele sind osmophile (zuckerliebende) Hefen oder extrem halophile Bakterien.
Die Anpassung an niedrige Wasseraktivität erfolgt durch Synthese oder Aufnahme von kompatiblen Soluten.